# 9936 Al-Biruni
9936 Al-Biruni este o planetă minoră (asteroid), cu un diametru de 24,187 km, din centura de asteroizi. A fost descoperită pe 8 august 1986 la Naționalna astronomiceska observatoria - Rojen⁠(d) de Eric Walter Elst și a fost numită după Al Biruni. 
Obiectul prezintă o orbită caracterizată de o semiaxă mare de 3,0796756 UAi, o excentricitate de 0,19, o înclinație de 15,40865 ° în raport cu ecliptica.